# Le roi l’a dit

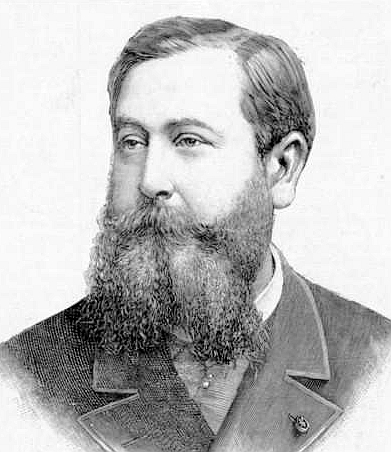
Léo Delibes.

Le roi l'a dit ("Kungen har sagt så") är en fransk opera i tre akter med musik av Léo Delibes och libretto av Edmond Gondinet.

## Historia
Operan följer i spåren på 1700-talets konventionella opéras comiques med dess enkla harmonier och parlandotal i recitativen. Musiken är i stil med den tid i vilken operan utspelas och tycks nästan medvetet bakåtsträvande med dess traditionella rondon och ensembler. Trots detta mottogs den väl vid premiären den 24 maj 1873 på Opéra-Comique i Paris och framfördes regelbundet ända fram till första världskriget 1914.

## Personer
- Javotte (sopran)
- Benoît (tenor)
- Markisen de Moncontour (bas)

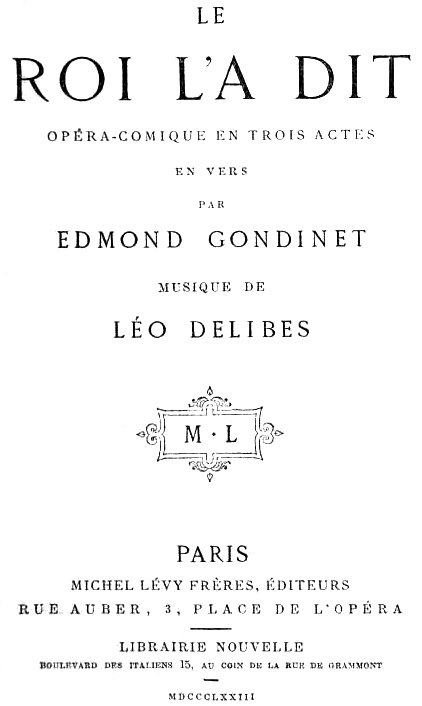
Omslag till librettot, 1873.

- Markisinnan de Moncontour (mezzosopran)
- Markisen de Florembelle (sopran)
- Markisinnan de la Bleuette (mezzosopran)
- Chimène (sopran)
- Agathe (sopran)
- Philomèle (sopran)
- Miton (tenor)
- Gautru (bas)
- Angélique (sopran)
- Baron de Merlussac (bas)
- Pacôme (tenor)
- Tjänare, hovmän, affärsmän (kör)

## Handling
Vid tiden för kung Ludvig XIV:s regering.
Den ljusskygge markisen de Moncontour har fyra döttrar men ingen son. Efter en del äventyr hamnar han vid kungens hov och råkar säga att han har en son, varpå kungen önskar träffa sonen. Moncontour "adopterar" en son, Benoît, som är barndomsvän till hans hushållerska Javotte. Benoît spelar sin roll alldeles för väl och tar sina nya systrars parti mot faderns idéer om konventionella äktenskap. Han bränner ned klostret i vilket de fyra systrarna vistas  och ruinerar markisen innan han låtsas dö i en duell. Kungens kondoleanser inbegriper ett hertigskap för Moncontour. När Benoît återvänder livs levande vägrar markisen att ta emot honom, då han enligt kungens order är död (Kungen har sagt så!) och skickar iväg honom för att leva lyckligt med Javotte och hennes hemgift.